# Ratchet and Clank: Going Mobile
Ratchet and Clank: Going Mobile est un jeu vidéo d'action et de plates-formes en deux dimensions développé par Handheld Games et édité par Sony Pictures Mobile, sorti uniquement aux États-Unis le 2 novembre 2005 pour téléphone mobile. Le jeu est accessible auprès des principaux opérateurs américains et notamment sur les plates-formes d'applications Java ME et Binary Runtime Environment for Wireless. Il s'agit d'un titre dérivé de la franchise Ratchet and Clank produite initialement par Insomniac Games sur console de salon ; toutefois, les droits de la licence appartiennent à Sony. Selon les quelques critiques de journalistes, Going Mobile reçoit un accueil plutôt favorable. Par la suite, le jeu est distribué en Europe courant 2007.

## Trame
De manière totalement accidentelle, Ratchet (un lombax, soit une sorte de chat bipède) et Clank (un petit robot) activent un convertisseur de bio-matière, une technologie qui permet de passer d'un monde analogique à un monde numérique. Ils sont plongés au cœur de la cartouche d'un « vidéo-comique » — un jeu vidéo — portant sur l'Agent Secret Clank (un rôle incarné par Clank dans une série télévisée fictive où il est un agent secret combattant un robot mafieux nommé Maximillian). Comble de leur malchance, Ratchet et Clank font face à Maximillian qui tente alors de s'échapper de ce monde numérique afin de semer la terreur.
Le joueur arpente un monde numérique tapissé de divers logiciels et systèmes informatiques, bien que le joueur visite également des casinos (comme ceux présents dans Secret Agent Clank) et d'autres lieux inspirés du monde réel.

## Système de jeu
Ratchet and Clank: Going Mobile est un jeu d'action et de plates-formes de type run and gun. Le joueur, qui incarne Ratchet, doit parcourir plus d'une dizaine de niveaux en résolvant quelques énigmes, et en éliminant des ennemis par le biais de sept armes différentes et fantaisistes dont une clé à molette qui permet le combat au corps-à-corps ou la complétion d'énigmes,. La plupart des armes sont des répliques d'armes précédentes aperçues au cours de la saga. Le joueur peut accumuler des boulons (la monnaie du jeu) afin d'acheter des améliorations pour ses armes et augmenter leur puissance de feu via une boutique accessible entre chaque niveau.
La présence d'un tutoriel, au premier niveau, accoutume le joueur au gameplay. Le joueur peut courir, sauter ou double sauter de plates-formes en plates-formes et effectuer du wall jump (c'est-à-dire le saut de mur à mur),,. Un grappin sert également à franchir des gouffres en le fixant sur des points précis, tandis que des bottes atypiques permettent de glisser sur des rails afin de traverser des portions de niveaux. Nombre de ces déplacements nécessite l'utilisation des systèmes mécaniques de Clank, lequel est accroché dans le dos du lombax. Si la santé du joueur tombe à zéro, la partie prend fin et reprend à un point de contrôle déjà atteint.
Le « mode Arène » se débloque lorsque le joueur termine le jeu une première fois. Ce mode comporte douze défis spécifiques comme par exemple, terminer un niveau avant qu'une infection n'abaisse la santé de Ratchet jusqu'à zéro ou encore compléter un niveau dans un temps limité,,.

## Développement et commercialisation
Ratchet and Clank: Going Mobile est développé par le studio américain Handheld Games. C'est un studio interne à Sony Pictures Mobile, lequel est l'éditeur du jeu et lui-même la division mobile interne à Sony,,. En outre, les droits de la licence sont détenus par Sony depuis sa création,. Auparavant, la franchise s'est déjà enrichie de plusieurs opus parus sur PlayStation 2 : Ratchet and Clank en 2002, Ratchet and Clank 2 en 2003, Ratchet and Clank 3 en 2004, tous développés par Insomniac Games. Ces jeux partagent pour points communs des mécaniques de jeu de plates-formes en trois dimensions et de tir à la troisième personne. Toutefois, les graphismes de Going Mobile sont réalisés en deux dimensions avec un défilement horizontal et vertical, un fait unique dans la série Ratchet and Clank. Cependant, Going Mobile s'appuie essentiellement sur les codes de la série tels que les multiples déplacements de Ratchet, la réapparition de décors et d'armes parfois issues des précédents opus ainsi que l'utilisation d'un humour propre à la franchise,.
En outre, Handheld Games est épaulé peu ou prou par Insomniac Games dans le processus de développement de Going Mobile,. Courant 2005, une démo du jeu est présentée au cours d'un événement organisé par le Cellular and Telecommunications and Internet Association (en),. Par ailleurs, avec le titre dérivé Going Mobile, la série est portée pour la première fois sur un support mobile, dont le LG VX8000 et le Nokia 6620 sont des exemples de téléphones compatibles,. La sortie de Going Mobile en novembre 2005, seulement aux États-Unis par le biais des principaux opérateurs, est liée à celle de Ratchet: Gladiator (publié le même mois), qui est alors la nouvelle production PlayStation 2 d'Insomniac Games. En effet, les joueurs mobiles qui terminent le jeu ont accès à des codes qui débloquent des illustrations de couverture exclusives et des skins uniques lorsqu'ils sont utilisés dans le jeu PlayStation 2,,. Selon gamesindustry.biz, Sony Pictures Digital souhaite « encourager l'achat des deux titres afin de maximiser l'expérience de jeu » et ainsi de promouvoir Ratchet: Gladiator (en collaboration avec son éditeur Sony Computer Entertainment America) par le biais du jeu Going Mobile. Au cours de 2007, le jeu est distribué en Europe par Telcogames, à la suite d'un accord avec Sony Pictures Mobile,.

## Accueil
D'après gamesindustry.biz, le jeu est d'une manière générale acclamé par la critique.
Le journaliste Jeff Gerstmann de GameSpot lui accorde la note de 6,6 sur 10 estimant que le jeu propose « un gameplay assez pointu, mais [qu'il] est court et répétitif ».
Le journaliste Micheal French de Pocket Gamer, avance un score de 4 sur 5.
Le journaliste Levi Buchanan du site IGN lui donne une note de 8,6 sur 10.
Selon le site Jeuxvideo.com, dans un article paru en 2012, la publication du jeu est perçu comme un moyen « d'exploiter le filon de la licence », trouvant le jeu « trop sommaire » ainsi que « ni excellent ni totalement raté ».
En 2006, le Cellular and Telecommunications and Internet Association (en) honore Going Mobile dans la catégorie « meilleur jeu d'action de l'année 2005 », lors d'une cérémonie de remise de prix pour des jeux mobiles. Par ailleurs, le site IGN récompense Going Mobile en tant que « meilleur jeu de plates-formes sans fil » de 2005.

## Postérité
| 2002 | Ratchet and Clank (PS2)             |
| 2003 | Ratchet and Clank 2 (PS2)           |
| 2004 | Ratchet and Clank 3 (PS2)           |
| 2005 | Going Mobile (Mobile)               |
| 2005 | Ratchet: Gladiator (PS2)            |
| 2006 | Clone Home (Mobile, annulé)         |
| 2007 | La taille, ça compte (PSP)          |
| 2007 | Opération Destruction (PS3)         |
| 2008 | Secret Agent Clank (PSP)            |
| 2008 | Quest for Booty (PS3)               |
| 2009 | A Crack in Time (PS3)               |
| 2010 |                                     |
| 2011 | All 4 One (PS3)                     |
| 2012 | Q-Force (PS3)                       |
| 2012 | The Ratchet and Clank Trilogy (PS3) |
| 2013 | Nexus (PS3)                         |
| 2013 | Before the Nexus (App.)             |
| 2014 |                                     |
| 2015 |                                     |
| 2016 | Ratchet and Clank (PS4)             |
| 2017 |                                     |
| 2018 |                                     |
| 2019 |                                     |
| 2020 |                                     |
| 2021 | Rift Apart (PS5)                    |

- Jeux Insomniac Games
- Jeux High Impact Games
- Autres développeurs (Handheld Games,
Idol Minds, Darkside Game)

Une suite, intitulée Ratchet and Clank: Clone Home, était envisagée pour 2006, avant que son développement ne soit abandonné par Handheld Games et Sony Pictures Mobile,. En outre, il devait contenir plus d'armes que Going Mobile et inclure une quinzaine de niveaux. Le projet était rendu à un stade suffisamment avancé pour que des captures d'écrans du jeu montrent le menu du jeu ou du gameplay.
L'évolution de la franchise Ratchet and Clank par Insomniac Games se poursuivra à travers plusieurs générations de consoles de Sony, dont le dernier opus en date sera Ratchet and Clank: Rift Apart en 2021 sur PlayStation 5.
Le titre dérivé Ratchet and Clank: Before the Nexus, développé par Darkside Game Studios et édité par Sony Computer Entertainment, est lancé en 2013. Il constitue le second et dernier opus de la série conçu sur support mobile pour Android et IOS afin d'appuyer la sortie de l'épisode principal Ratchet and Clank: Nexus du studio Insomniac Games sur PlayStation 3.